# Dendronephthya regia
Dendronephthya regia är en korallart som beskrevs av Verseveldt 1968. Dendronephthya regia ingår i släktet Dendronephthya och familjen Nephtheidae. Inga underarter finns listade i Catalogue of Life.